# 克森尼索
克森尼索（希臘語：Χερσόνησος，羅馬化：Khersones Tavriiskyi），又譯赫爾松尼蘇斯，是古希腊的一个殖民地，建于约2500年前，位于克里米亚半島的西南部。殖民地始建于公元前6世纪，由来自赫拉克里亚·潘提卡（Heraclea Pontica）的移民建立。
这座古城市坐落在黑海之滨，俄占乌克兰的克里米亚半岛塞瓦斯托波尔郊区。它有“乌克兰的龐貝城”等稱號。其名称在希腊语里意为“半岛”，适当地描述了殖民地建立的地点。如今乌克兰南部的大城市赫尔松名称来源于此，但实为18世纪时占领乌克兰南部的叶卡捷琳娜二世崇尚西方文化，因此以这一希腊古城的名字为新城命名，两者并不在同一处。
古典时期大部分时候这座城镇是民主的，由选举产生的执政官们和议会统治。当政府变得更加寡头时，权利更集中到执政官手中。一张公元前3世纪所有市民的宣誓表保存至今。
2007年此古城入選烏克蘭七大奇蹟，為七大奇蹟中最南端者。
2013年獲登錄為世界遺產第1411號。
2014年俄羅斯吞併克里米亞後，2017年新發行的俄羅斯盧布200元紙鈔採用塞瓦斯托波尔地標為主題，以宣示主權。克森尼索出現在該款紙鈔背面。

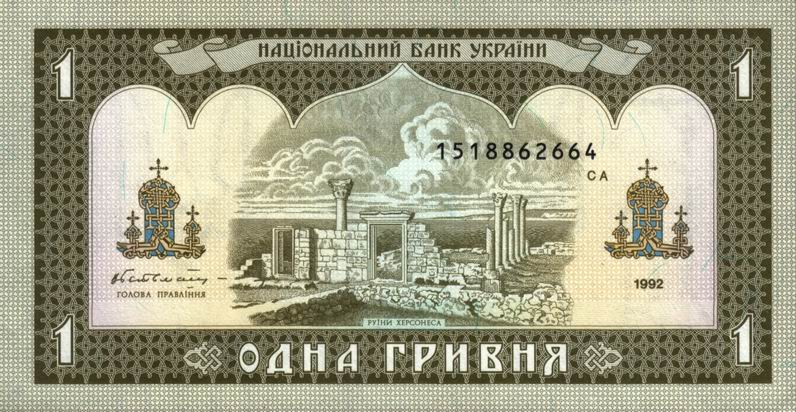
乌克兰旧版1赫里夫尼亞纸币上绘制了赫尔松尼苏斯遗址中1935年大教堂